# السفارة السعودية في الهند
سفارة المملكة العربية السعودية في الهند، هي بعثة دبلوماسية سعودية تقع في العاصمة نيودلهي، وترأس البعثة سفير خادم الحرمين الشريفين صالح بن عيد الحصيني منذ 21 يونيو 2022. وحتى يونيو 2024م.

## السفراء
- سعود بن محمد الساطي حتى 21 يونيو 2022.
- صالح بن عيد الحصيني منذ 21 يونيو 2022.[3]

## وصلات خارجية
- موقع سفارة المملكة العربية السعودية في الهند
- وزارة الخارجية السعودية (بالعربية)
- Ministry of Foreign Affairs of Kingdom of Saudi Arabia (بالإنجليزية)